# Vuaqava
Vuaqava [βuaŋˈɡaβa], auch Vuanggava, ist eine Insel korallinen Ursprungs  im Lau-Archipel im Pazifischen Ozean. Politisch gehört sie zur  Eastern Division des Inselstaats Fidschi.

## Geographie
Vuaqava liegt in der Korosee im südlichen Bereich des Lau-Archipels, rund 5 km nordwestlich von Kabara. Die ovale Insel ist knapp 5 km lang, bis zu 2 km breit und weist eine Fläche von 7,7 km² auf. Vuaqava stellt ein typisches Gehobenes Atoll dar, mit einer steilen Küste, dem einstigen Saumriff des Atolls, sowie einem tiefer im Landesinneren liegenden See, dem Rest der einstigen Lagune. Dieser See hat eine Fläche von etwa 1 km² und weist, da er unterirdisch mit dem Meer verbunden ist eine hohe Salinität auf. Vuaqava erreicht eine Höhe von 107 m über dem Meer und ist vollständig von einem Korallenriff umgeben. Die Insel ist unbewohnt, wird jedoch gelegentlich von Fischern von der benachbarten Insel Kabara aufgesucht.